# Environnement au Tchad
L'environnement au Tchad est l'environnement (ensemble des éléments - biotiques ou abiotiques - qui entourent un individu ou une espèce et dont certains contribuent directement à subvenir à ses besoins) du Tchad.
Le Tchad se classe parmi les pays les plus vulnérables aux changements climatiques. Les changements climatiques exacerbent les phénomènes météorologiques extrêmes comme les inondations, les sècheresses et fragilisent les populations rurales fortement dépendantes des conditions environnementales pour leurs moyens de subsistance.

## La biodiversité au Tchad

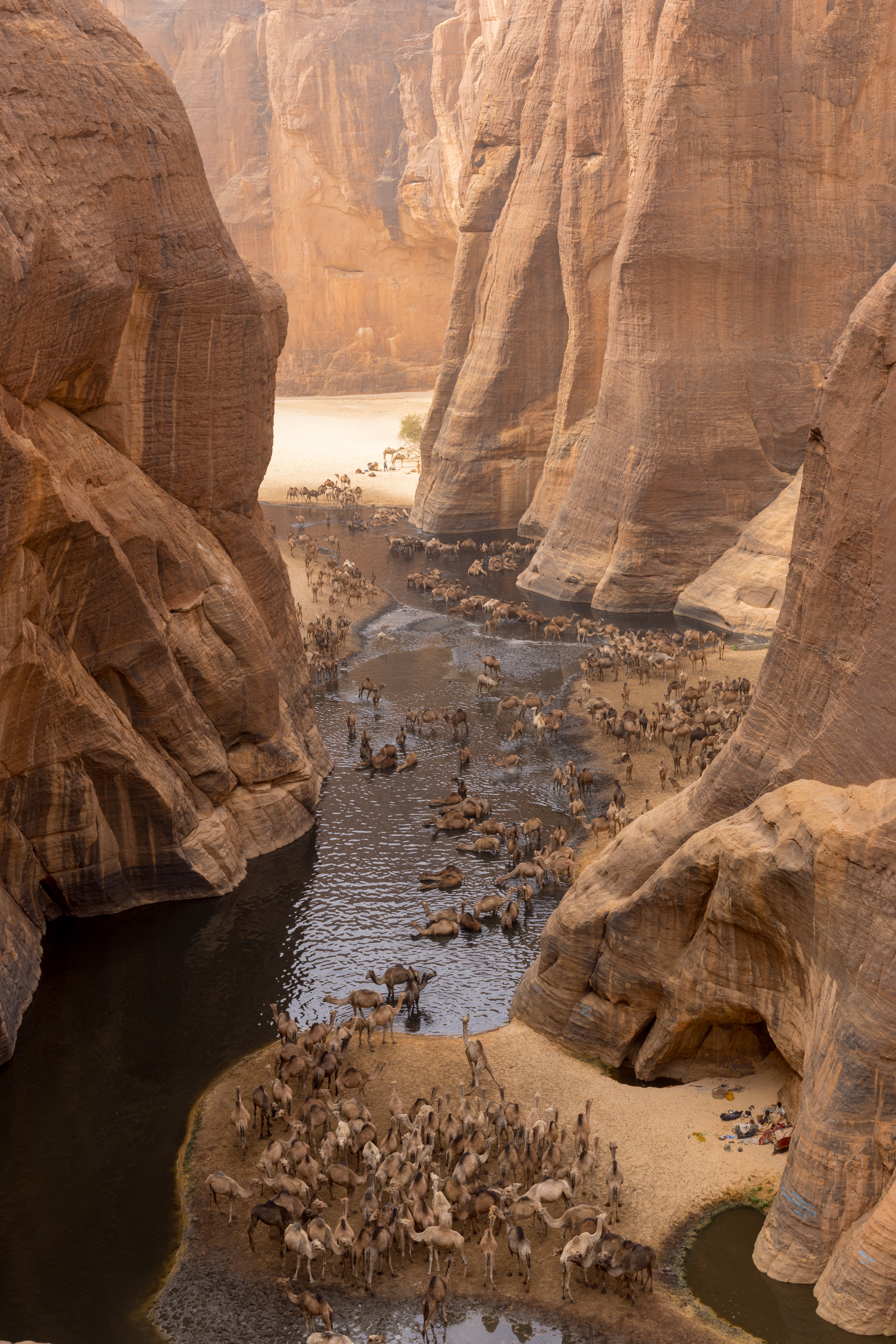
Dromadaires dans l'oasis du Guelta d'Archei au Tchad.

Sur le territoire tchadien, un inventaire scientifique établi en 2013 a référencé 134 espèces de mammifères, 509 espèces d'oiseaux (354 espèces de résidents et 155 migrants) et plus de 1 600 espèces de plantes dans tout le pays. On y trouve des éléphants, des lions, des buffles, des hippopotames, des rhinocéros, des girafes, des antilopes, des léopards, des guépards, des hyènes et de nombreuses espèces de serpents. La plupart des populations de grands carnivores ont considérablement réduit depuis le début du XXe siècle. Le braconnage des éléphants, en particulier dans le Sud, notamment au sein du parc national de Zakouma, est un fléau important. Le petit groupe de crocodiles d'Afrique de l'Ouest survivant dans le plateau de l'Ennedi représente l'une des dernières colonies connues dans le Sahara aujourd'hui.
En 2023, une lionne a été aperçue dans un parc national tchadien, alors que l'espèce y était supposée éteinte depuis 2004.

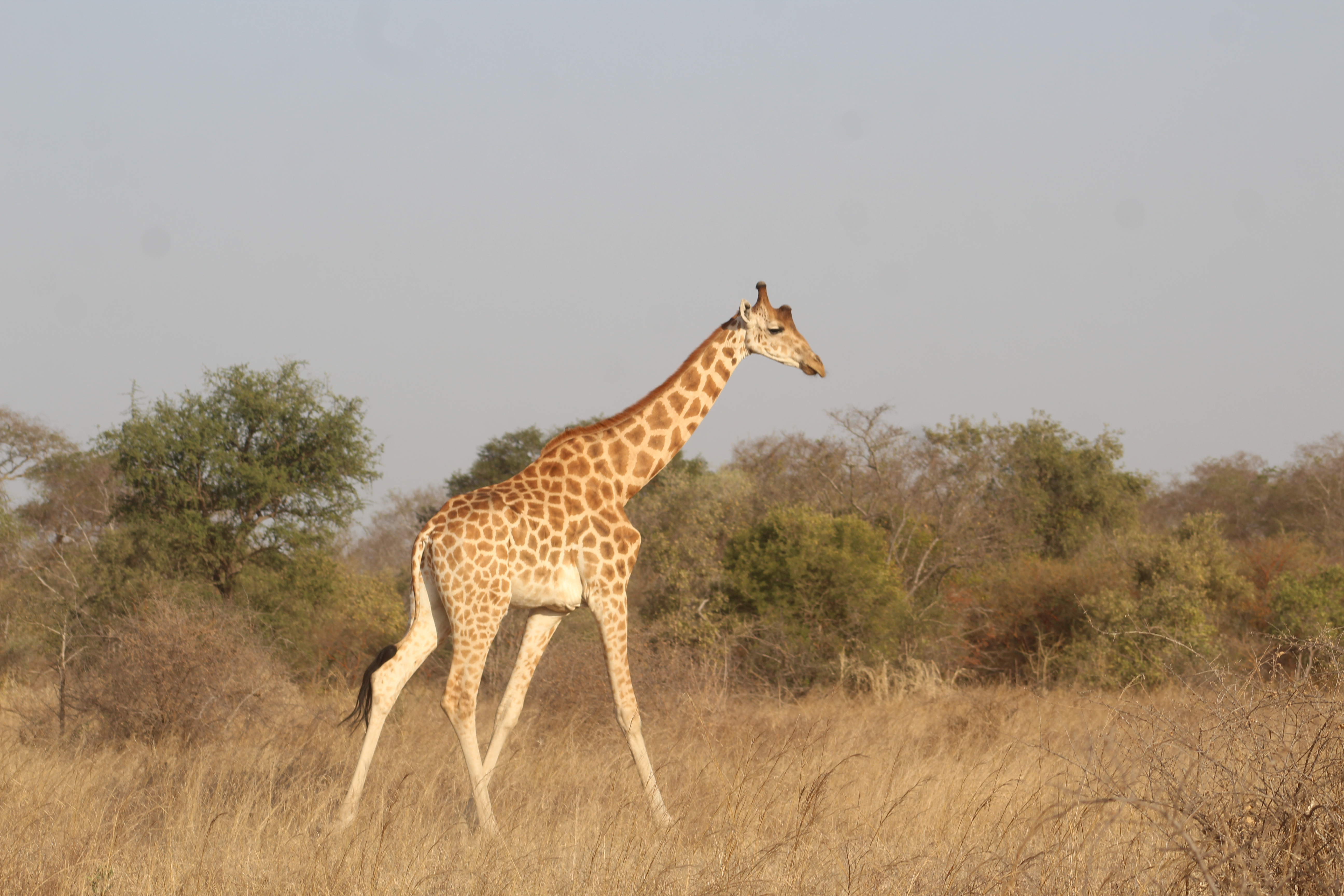
Girafe du parc national de Zakouma.
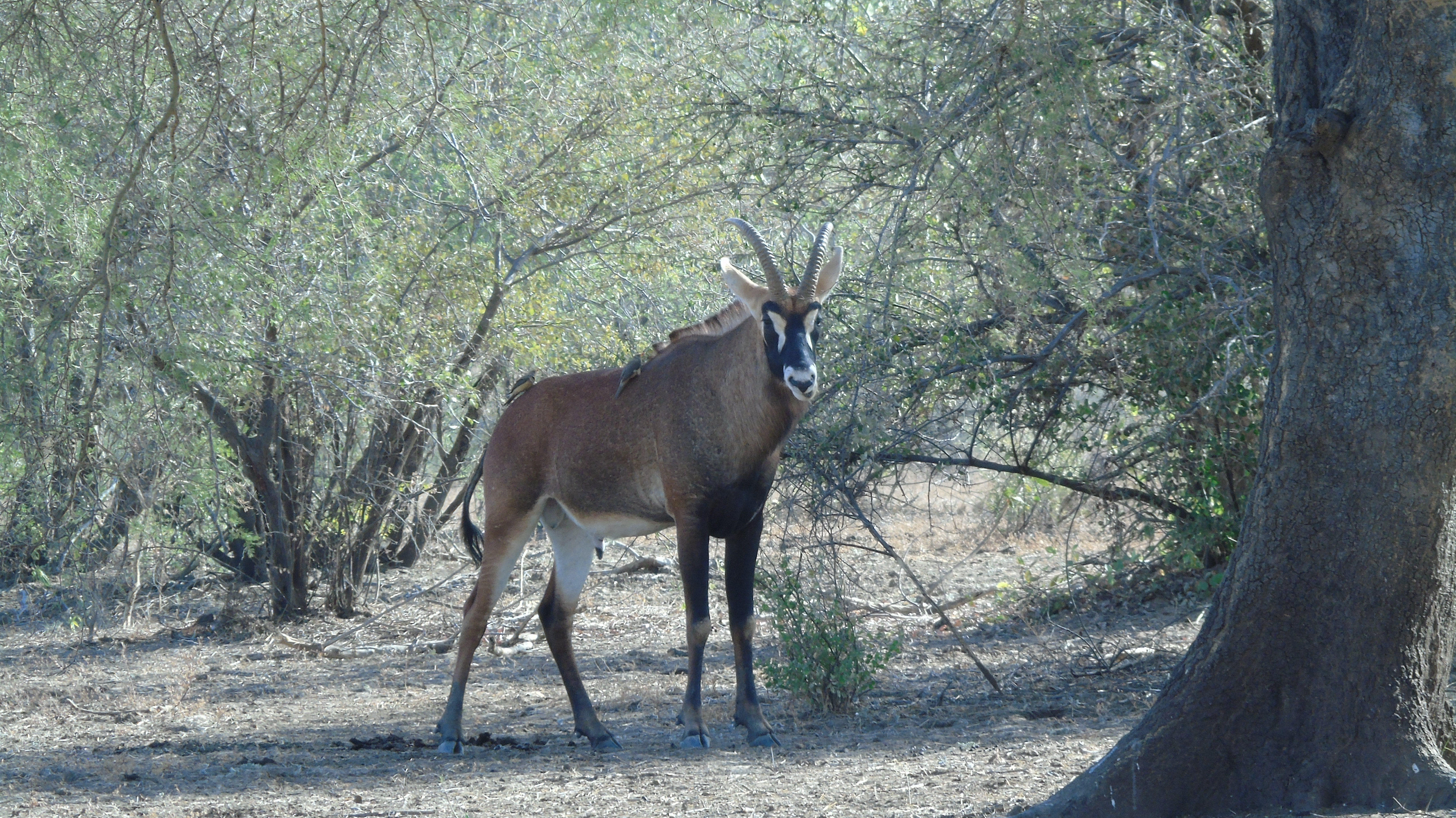
Antilope rouanne, présente sur tout le territoire tchadien.
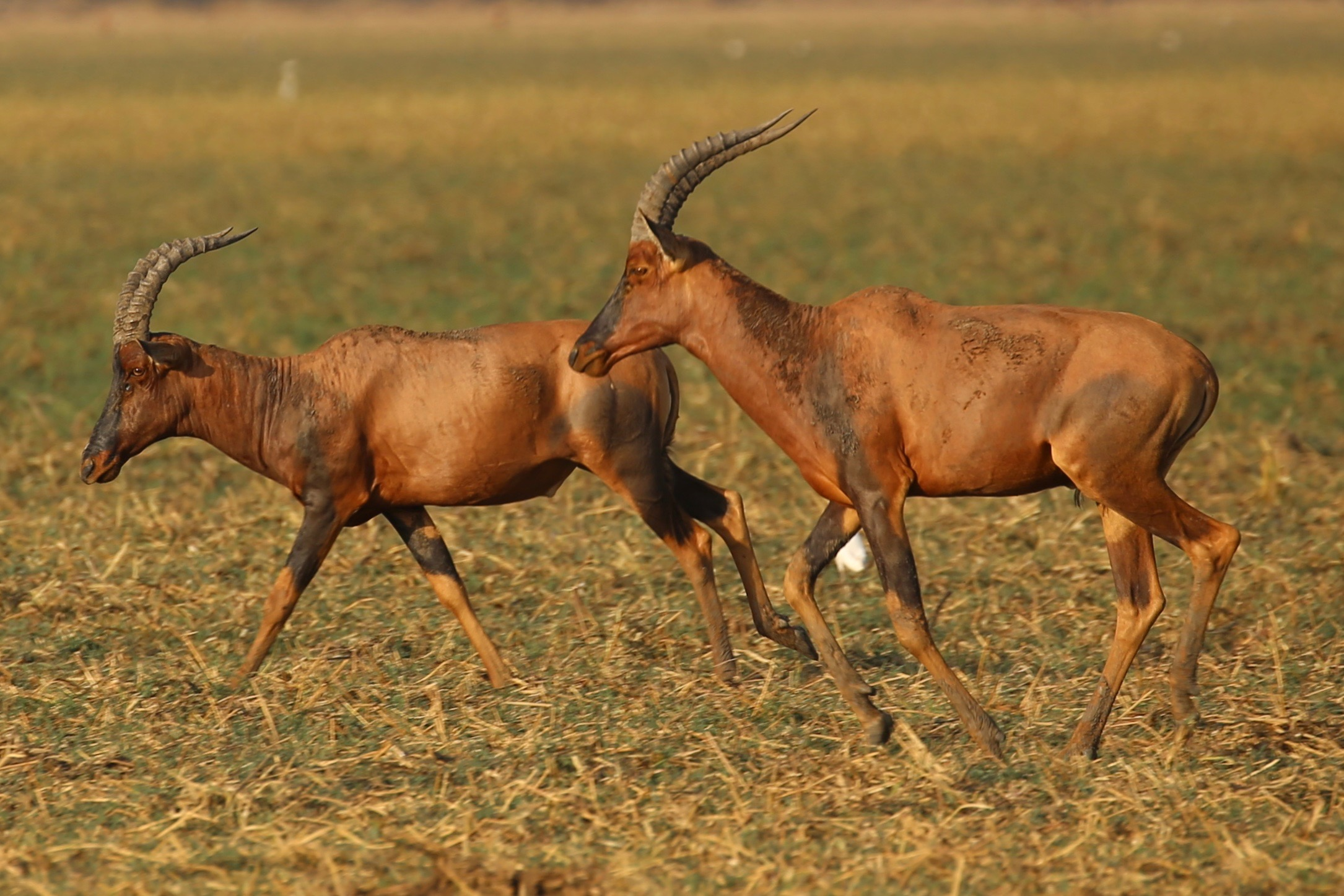
Les tiangs, présents dans les parcs nationaux de Manda et de Zakouma.
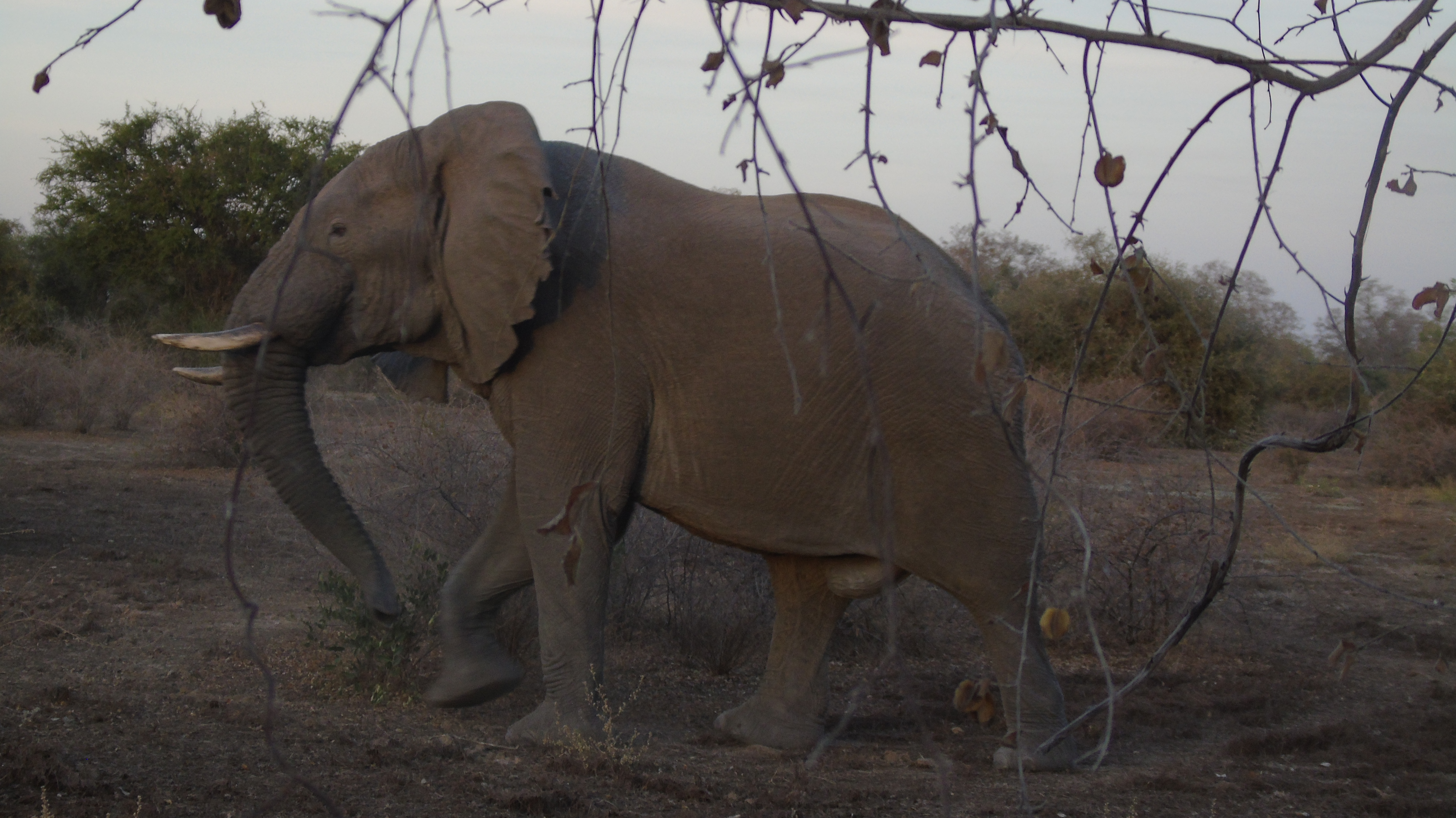
Éléphant du Tchad.

### Préservation des espaces naturels et de la vie sauvage
Au Tchad, dès 2014, les espaces protégés consacrés à la conservation de la diversité biologique couvrent environ 20 % du territoire national avec dix forêts classées, trois parcs nationaux, sept réserves de faune, une réserve de biosphère, des zones humides d’importance internationale, de nombreuses forêts et une partie de la plaine herbeuse à la frontière avec le Soudan. La conservation de la nature est concrétisée par la création de parcs nationaux dont le parc national de Zakouma, dans le Sud-Est du Tchad, d'une superficie de 3 000 km2, ainsi que le parc national de Manda.

## Impacts sur les milieux naturels

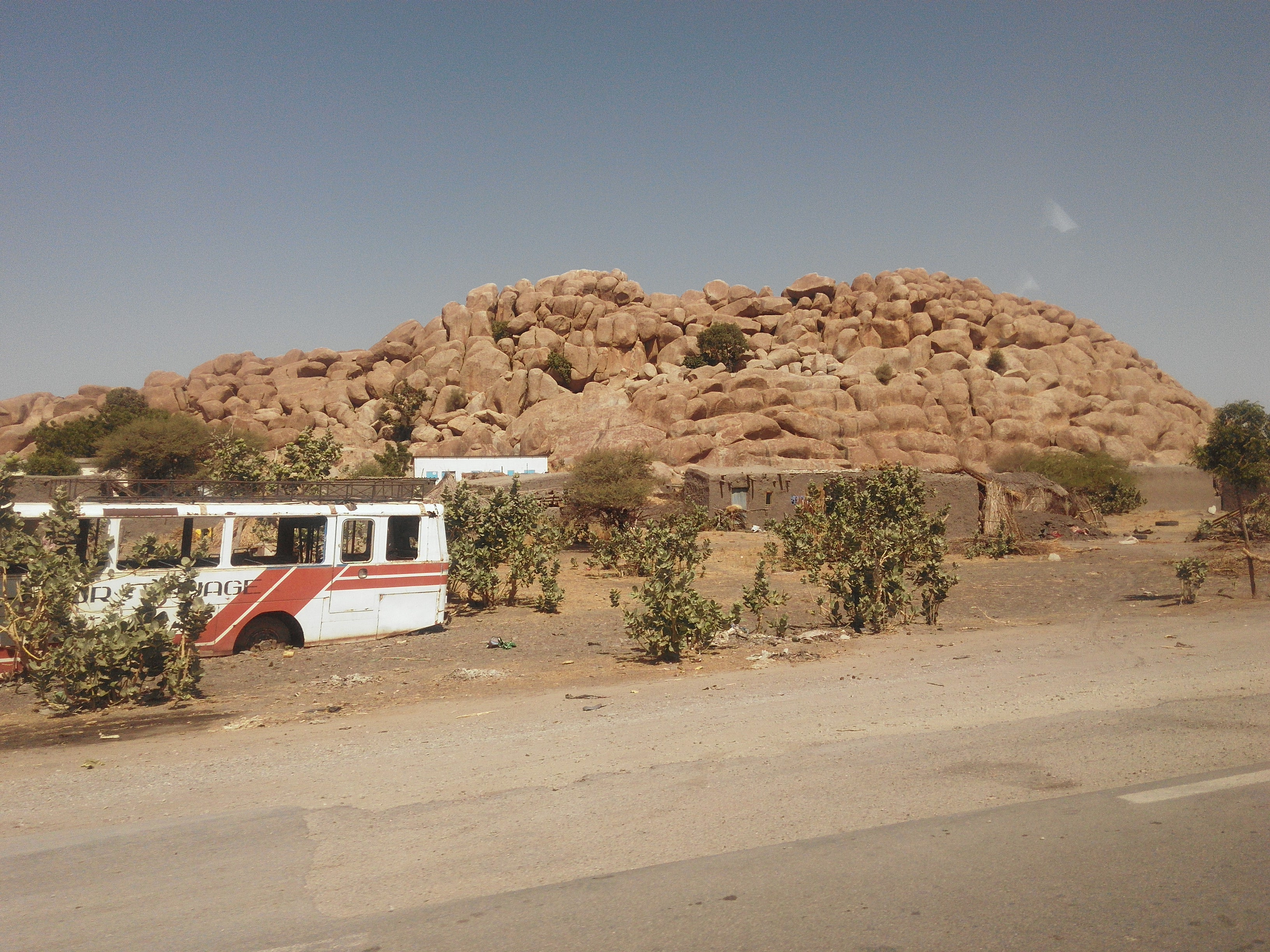
Interieur du Tchad

### Activités humaines

#### Déforestation
La déforestation intensive et la destruction des espaces naturels ont entraîné la perte d'arbres tels que les acacias, les baobabs, les dattiers et les palmiers. Cela a également causé la perte d'habitat naturel pour de nombreux animaux sauvages.

### Pression sur les ressources

#### Pression sur les ressources non renouvelables
La plus importante ressource naturelle du Tchad est le pétrole. 

### Pollutions

#### La gestion des déchets
En juillet 2013, la compagnie chinoise CNPC (China National Petroleum Company) est accusée par le gouvernement tchadien de pollution après la découverte de plusieurs sites d’enfouissement de déchets industriels dans le champ de Koudalwa, à 300 kilomètres de N’Djaména.

## L'exposition aux risques
Le Tchad se classe parmi les pays les plus vulnérables aux changements climatiques. Les changements climatiques exacerbent les phénomènes météorologiques extrêmes comme les inondations, les sècheresses et fragilisent les populations rurales fortement dépendantes des conditions environnementales pour leurs moyens de subsistance.

## Politique environnementale du Tchad
Face à la menace de désertification, dans le cadre de l'effort national de conservation des espaces verts, plus de 2 000 000 arbres ont été replantés pour freiner l'avancée du désert, ce qui a par ailleurs un impact positif sur l'économie locale grâce à l'exploitation des arbres fruitiers et des forêts d'acacias, qui permettent de produire de la gomme arabique.